# Сузір'я кохання
«Сузір'я кохання» — радянський двосерійний телефільм-казка 1985 року, знятий режисером Зиновієм Ройзманом на кіностудії «Узбекфільм».

## Сюжет
Фільм-казка для дорослих, створений з урахуванням узбецького фольклору. Люди Бека викрадають наречену Фаруха. Він вирушає на пошуки, тим самим порушуючи застереження доброї Феї. Фарух та його друг Шут долають усі труднощі на шляху до кохання, розуміючи силу дружби, справедливості, добра та зла.

## У ролях
- Назім Туляходжаєв — Фарух
- Борис Хімічев — Гулям-мірза
- Леонід Ярмольник — Шут
- Сергій Юрський — Емір
- Сулумбек Ідрісов — Мансур
- Рано Кубаєва — Зебо, наречена Фаруха
- Ділором Еґамбердиєва — Мохігуль, сестра Фаруха
- Асанбек Умуралієв — поет Анварі, батько Фаруха
- Баадур Цуладзе — Сафарбек
- Ісамат Ергашев — Шариф
- Мурад Раджабов — Бек
- Світлана Хілтухіна — Баракчин
- Ельвіра Зубкова — чарівниця
- Шухрат Іргашев — Музаффар
- Тимур Кабулов — Анвар, син багатого торговця
- Шариф Кабулов — вельможа
- Джамал Хашимов — кат еміра
- А. Абдукарімов — епізод
- Рафік Юсупов — воїн армії Мансура
- Шукур Самандаров — воїн армії Мансура
- А. Курбанов — епізод
- Турсун Імінов — епізод
- Б. Аббасов — епізод
- Д. Шаїшмухамедова — епізод
- В. Санаков — епізод
- Х. Базаров — епізод
- Т. Пардаєв — епізод
- Саліжан Хакімов — епізод
- У. Мансуров — епізод
- Зухрітдін Режаметов — син багатого торговця
- Закір Мумінов — епізод
- Фархад Хайдаров — епізод
- Набі Худайбердиєв — епізод
- Р. Утешев — епізод
- Яхйо Файзуллаєв — воїн армії Мансура

## Знімальна група
- Режисер — Зиновій Ройзман
- Сценарист — Дмитро Булгаков
- Оператор — Леонід Травицький
- Композитор — Георгій Гаранян
- Художник — Назім Аббасов